# Strombophorus
Strombophorus är ett släkte av skalbaggar. Strombophorus ingår i familjen vivlar.

## Dottertaxa tillStrombophorus, i alfabetisk ordning[1]
- Strombophorus camerunus
- Strombophorus capensis
- Strombophorus celtis
- Strombophorus cordatus
- Strombophorus crenatus
- Strombophorus dialiumi
- Strombophorus elongatus
- Strombophorus ericius
- Strombophorus flavipubens
- Strombophorus granulifer
- Strombophorus hispidus
- Strombophorus intermedius
- Strombophorus interstitialis
- Strombophorus kaszabi
- Strombophorus laevis
- Strombophorus latus
- Strombophorus lukengeae
- Strombophorus major
- Strombophorus millettiae
- Strombophorus minor
- Strombophorus minutissimus
- Strombophorus movoliae
- Strombophorus nigrescens
- Strombophorus nudus
- Strombophorus occidentalis
- Strombophorus pilifer
- Strombophorus pseudomovoliae
- Strombophorus pusillus
- Strombophorus setulosus
- Strombophorus spathulatus
- Strombophorus spinosus
- Strombophorus testudo
- Strombophorus vagans
- Strombophorus variegatus
- Strombophorus vittatus